# Urk
Urk és un municipi de la província de Flevoland, al centre dels Països Baixos. L'1 de gener del 2009 tenia 18.161 habitants repartits sobre una superfície de 109,90 km² (dels quals 98,38 km² corresponen a aigua).
És un antic poble pesquer on encara hi ha gent parlant el dialecte d'Urk i a on es pot gaudir de passejar pels seus carrerons ("ginkies") i carrers antics.
Va ser una illa fins que el dic Afsluitdijk va convertir el Zuiderzee (Mar del Sud) en el llac IJsselmeer el 1939.

## Administració
El consistori municipal tenia 17 escons el 2006 i era governat per una coalició de ChristenUnie i CDA.
- SGP: 5 escons
- ChristenUnie: 6 escons
- CDA: 4 escons
- Unie Gemeentebelangen: 2 escons

## Llocs d'interès

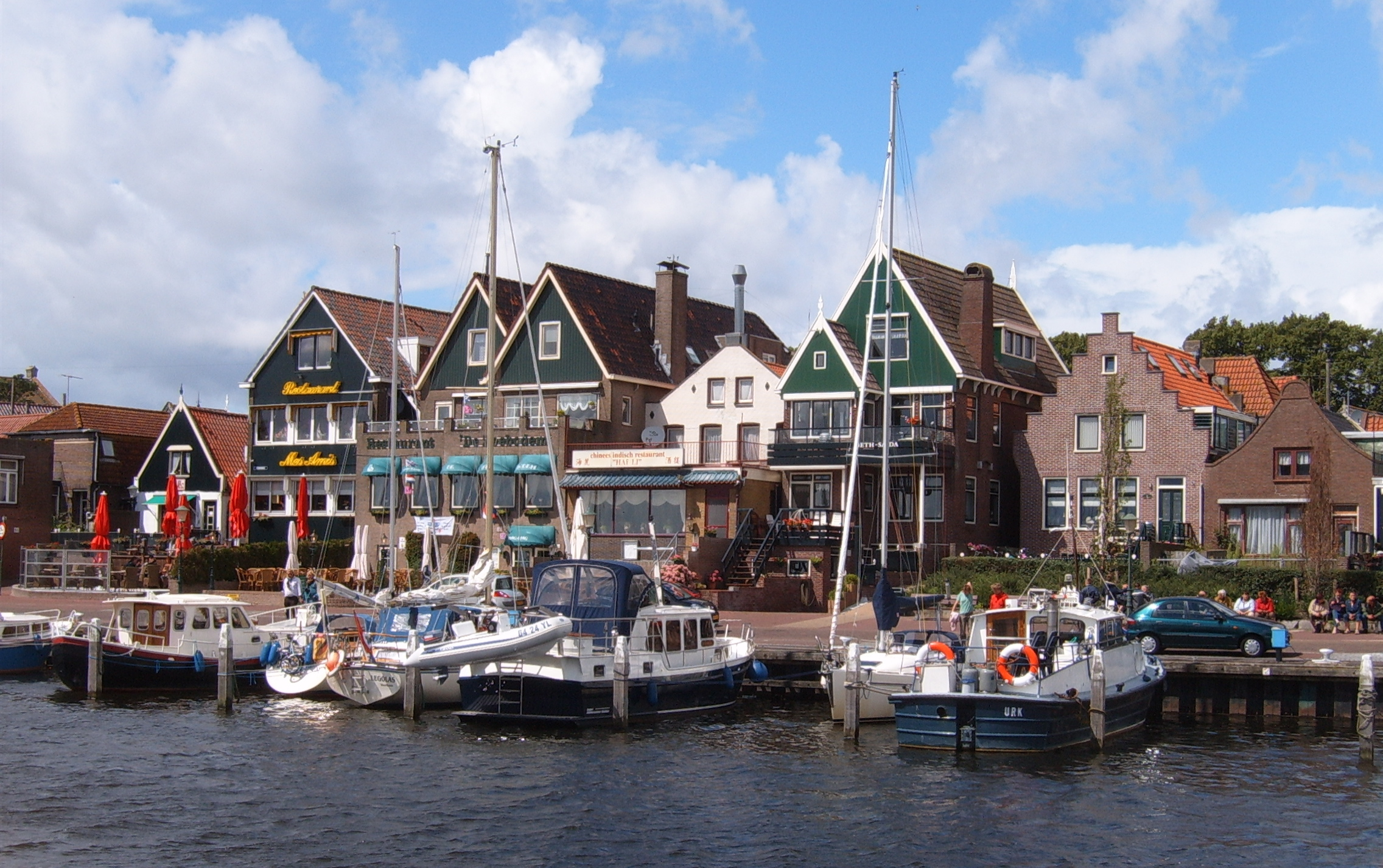
El port

- El port: L'activitat pesquera (compta amb una moderna flota) és una de les principals fonts d'ingressos d'Urk, juntament amb el turisme. Alberga una de les subhastes de peix més gran del món.[2]

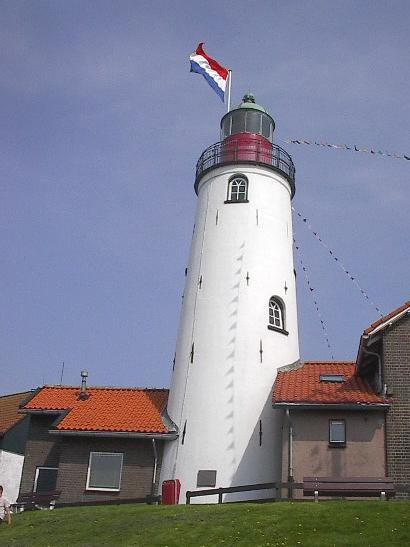
Far

- El Far: Des de 1617 els pescadors locals i els vaixells que viatjaven des d'Amsterdam fins al Mar del Nord feien servir un far, ara bé, el far actual data de 1837. La torre té 27 metres d'altura i va ser construït en 1845 i restaurat el 1972. El 1982 va ser declarat Monument Nacional.[3]

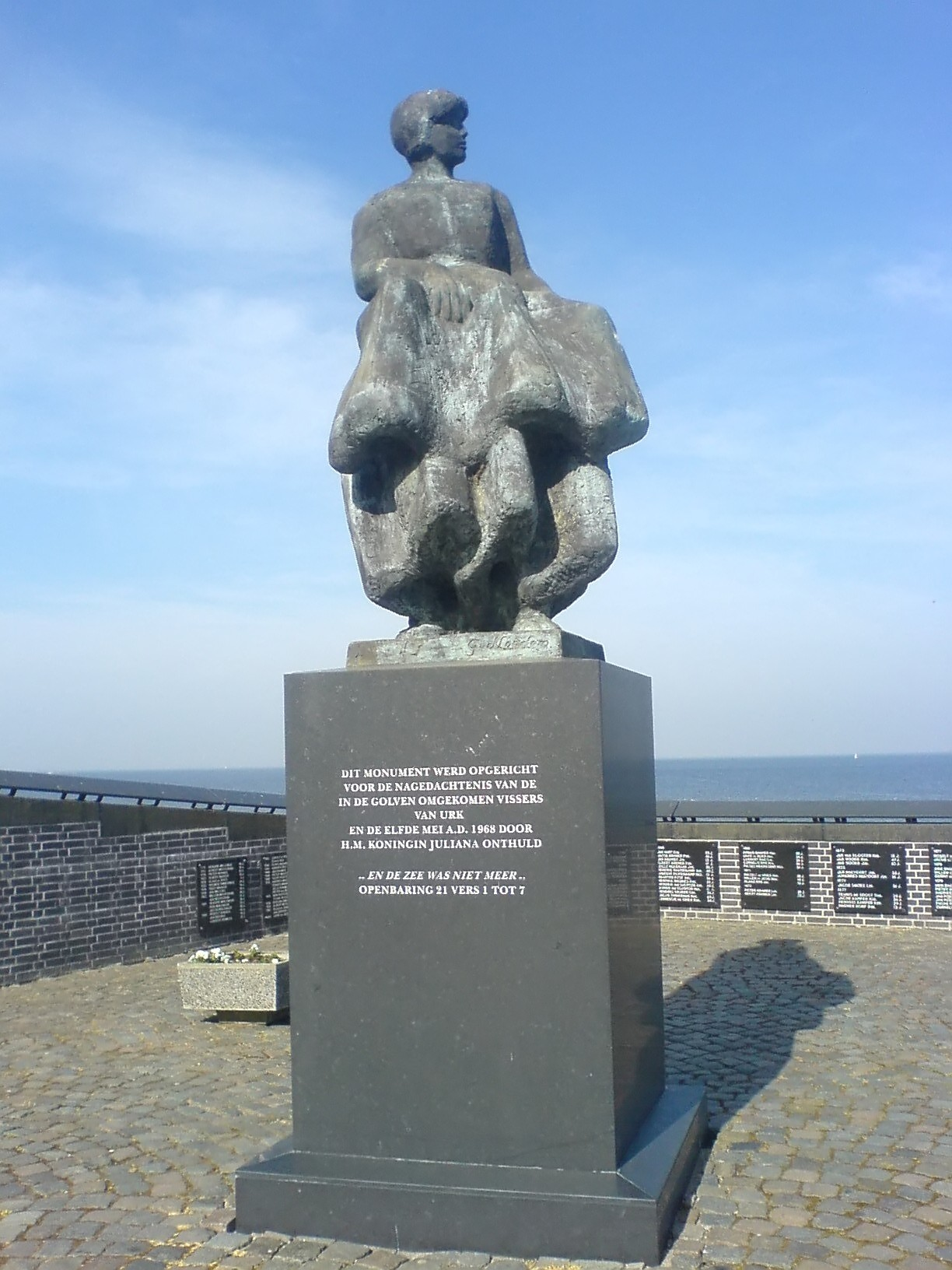
Monument als pescadors

- Monument als Pescadors: Travessant el carrer de davant l'església a la vora de l'aigua, es troba el monument als pescadors, una estàtua solitària de dona en un vestit ondulant mirant cap a la mar que li va prendre els seus éssers estimats. Les plaques de marbre al voltant del perímetre enumeren els marins d'Urk que no van tornar mai (nom, edat i número d'identificació del vaixell) des de 1815, amb nous noms encara sense afegir.[4]